# Veljaci
Veljaci su naseljeno mjesto u gradu Ljubuškom, Federacija BiH, BiH.

## Zemljopisni položaj i značajke
Veljaci su smješteni u sjeverozapadnom dijelu ljubuške općine. Prostiru se na 9,5 km2, s najvišom točkom od 387 m i najnižom od 76 m. Sastoje se od osam zaselaka: Matići, Krstina, Radića mahala, Srida sela, Gorica, Brdo, Oklade i Hambar. Uz sjevernu i zapadnu granicu prema Vitini i Otoku protječe rijeka Mlade koja na tromeđi Klobuka, Veljaka i Vitine tvori slap Koćušu. Blizu njega utječe rječica Studena koja u susjednom Klobuku izvire pod imenom Sedra. Tri kilometra jugozapadno od Koćuše je izvor Goruša.

## Povijest
Sudeći prema kamenim gomilama i tvrđavi na brdu Gračina, Veljaci su bili naseljeni još u pretpovijesno doba. U središtu sela na stožastom brdu i danas su ostaci pretpovijesne gradine, s velikom količinom urušena kamenja i s ulomcima keramike. U rimsko doba postojala je cesta koja je vodila od Vitine, preko Veljaka i Orahovlja do Vrgorca. Vjerojatno je da je na mjestu današnjeg mosta na rijeci Mlade tada postojao most. Na starome groblju Na Mladima nalaze se ostatci rimskih Veljaka. Ostatci crijepa i keramike mogu se naći na zemljištu oko groblja. Prema starijim istraživačima, na tom je mjestu bilo rimsko gospodarsko imanje (villa rustica). Na nadvratniku kapelice sv. Ilije na Mladima ugrađen je rimski nadgrobni spomenik (175×55×18 cm). Riječ je o pokojniku imena Lucius Marcilius, veteranu VII. legije.
Veljaci se prvi put kao selo spominju 26. travnja 1395. u povelji kralja Stjepana Dabiše u kojoj on (između ostaloga) kćeri Stani daruje naše selo gospodsko u Humskoj zemlji po imenu Velijake.
Selo Veljak se spominje u turskim popisima 15. i 16. stoljeća, a kao župa prvi put 1599. u popisu župa samostana Zaostrog. Makarski biskup Lišnjić u 17. st. navodi crkvu u Veljacima, ali kao ruševinu. Makarski su biskupi katoličko stanovništvo Hercegovine i Bosne popisali u 18. stoljeću. Tako se u prvom popisu iz 1743. u Veljacima navode 93 žitelja (59 odraslih i 34 djece) s rodovima: Jelavić, Biošić, Vištičić, Zekušić, Markotić, Pavlović i Rupčić. Biskup Bogdanović je 1768. zapisao u Veljacima 120 vjernika, s rodovima: Jelavić, Bradvičić, Rupčić, Pavlović, Brnjaković, Biškić, Biošić, Vištičić, Markotić i Matić. U prvoj polovici 19. stoljeća za uprave Ali paše Rizvanbegovića provedena je melioracija dijela Veljačkoga polja uz tok Mlada, obnovljen je gospodarski i vjerski život.

## Stanovništvo

### Popisi 1971. – 1991.
| Veljaci            |                |                |                |
| godina popisa      | 1991.          | 1981.          | 1971.          |
| Hrvati             | 1.212 (99,50%) | 1.254 (99,60%) | 1.206 (99,58%) |
| Muslimani          | 0              | 0              | 0              |
| Srbi               | 0              | 1 (0,07%)      | 1 (0,08%)      |
| Jugoslaveni        | 0              | 0              | 1 (0,08%)      |
| ostali i nepoznato | 6 (0,49%)      | 4 (0,31%)      | 3 (0,24%)      |
| ukupno             | 1.218          | 1.259          | 1.211          |

### Popis 2013.
| Veljaci            |                |
| godina popisa      | 2013.          |
| Hrvati             | 1.248 (99,92%) |
| Srbi               | 0              |
| Bošnjaci           | 0              |
| ostali i nepoznato | 1 (0,08%)      |
| ukupno             | 1.249          |

## Znamenitosti
- Crkva sv. Ilije Proroka sagrađena 1958., prema planu ing. fra Pija Nuića u čijem se dvorištu nalazi nekoliko spomenika, a u vrtu brončani kip sv. Ilije, zaštitnika župe. U unutrašnjosti crkve nalazi se veliki mozaik Gospe od Zdravlja (300×220 cm).[3]
- Antički i srednjovjekovni lokalitet na starom groblju na Mladima na kojem se nalaze ostatci najvjerojatnije rimskoga gospodarskog imanja (villa rustica). U kapeli sv. Ilije na Mladima kao nadvratnik je ugrađen rimski nadgrobni spomenik Luciusu Marciliusu, veteranu VII. legije, a oko nje se nalazi 25 bogato urešenih stećaka (biliga). Od ukupnog broja, 13 je ploča, 10 škrinja, te jedna dvojna ploča i jedan sljemenjak, a urešeni su motivima lozice, arkada, štitova i križeva.[5]
- Drugo grobište nalazi se u Drinovoj Dragi, jedan kilometar sjeveroistočno od groblja Na Mladima. Tamo su zabilježena 22 stećka, 8 ploča i 14 škrinja. Manji dio je ukrašen križem i polumjesecom, a neki su prelomljeni i nalaze se u zidovima.[2]
- Slap Koćuša na rijeci Trebižat nedaleko od Veljaka

## Kultura
- HKUD Veljaci

## Poznate osobe
- akademik Vitomir Grbavac - Prof. dr. sc., znanstvenik i sveučilišni profesor
- Vice Vukojević, hrvatski političar i bivši ustavni sudac
- Ivan Bradvica, hrv. znanstvenik i književnik

## Vanjske poveznice
- Ivan Madžar: Analiza matične knjige krštenih današnje župe Veljaci (1786. – 1808.)
- Radoslav Dodig: Mlade kod Veljaka - kontinuitet od antike Hercegovina, godišnjak za kulturno i povijesno nasljeđe, br. 3 (11), str. 17